# Albon
Albon é uma comuna francesa na região administrativa de Auvérnia-Ródano-Alpes, no departamento de Drôme. Estende-se por uma área de 25,62 km². Em 2010 a comuna tinha 2 001 habitantes (densidade: 78,1 hab./km²).